# Charles Leclerc-Restieaux
Charles Leclerc-Restieaux (1816 - 1897) was een Belgische architect. Hij was stadsarchitect in Gent. Hij stond in voor het ontwerp en de inrichting van verschillende belangrijke gebouwen en pleinen in de stad.

## Werk
- De inrichting van het Sint-Pietersplein omstreeks 1850
- De oostelijke neoclassicistische gevelwand aan het Graaf van Vlaanderenplein
- Het voormalige stratenbeluik "De Rietgracht" in 1862-1867
- De Sint-Jan Baptistkerk omstreeks 1866 (met inbegrip van de pastorij), na problemen met het oorspronkelijk ontwerp van de overleden architect Jacques Van Hoecke.
- De monumentale toegang tot het verdwenen De Vreesebeluik

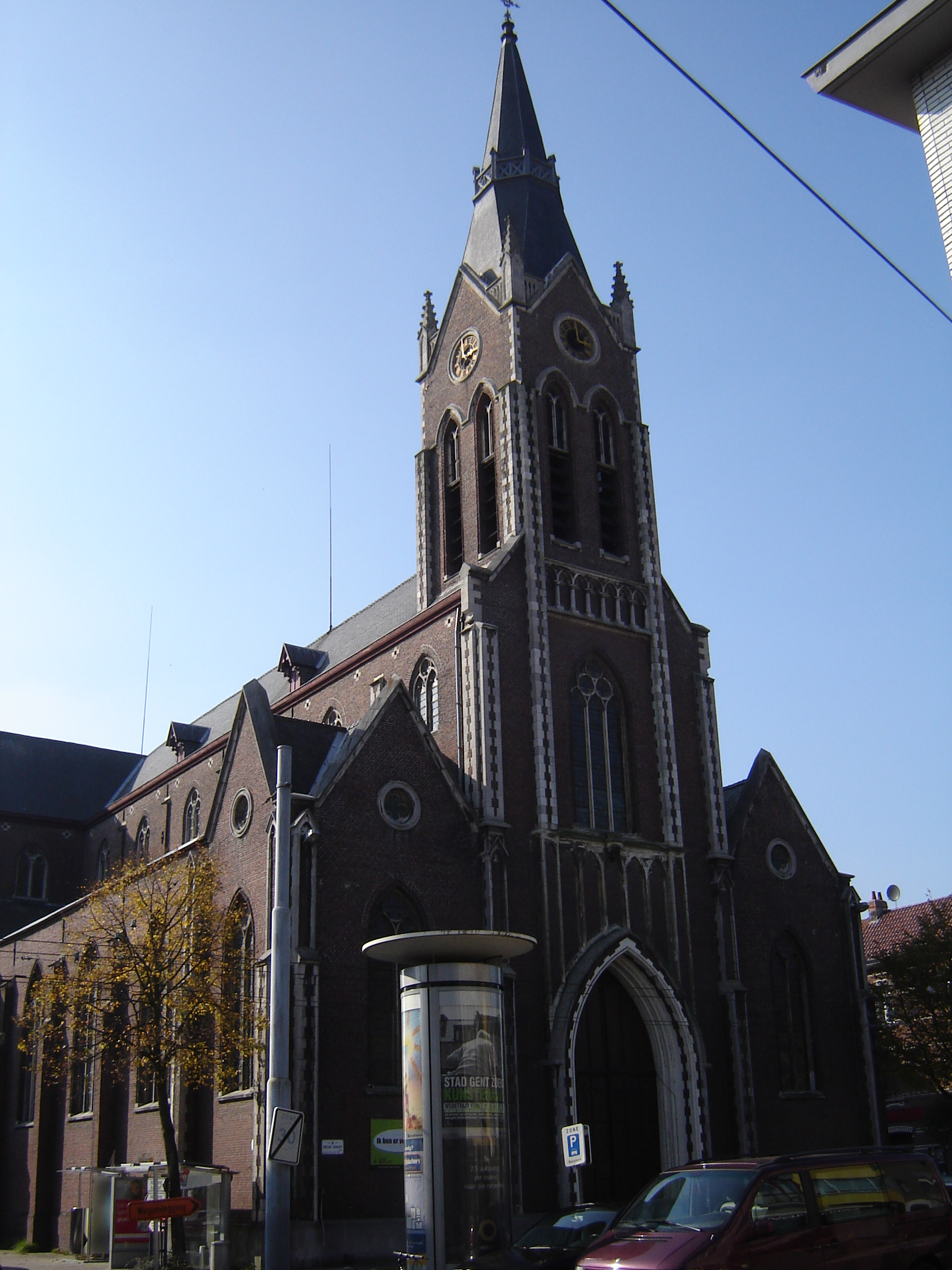
Sint-Jan Baptistkerk (Gent)
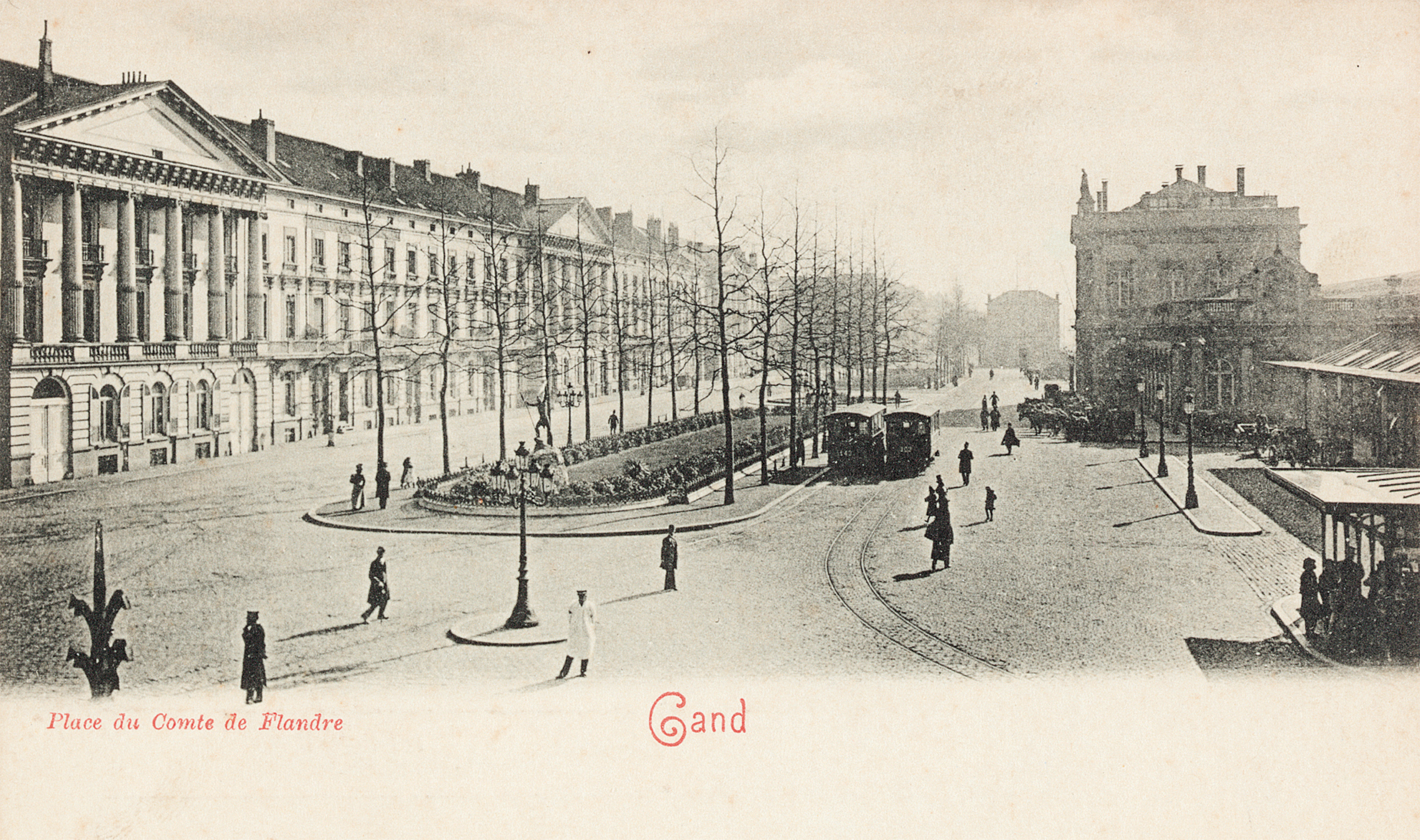
Neoclassicistische gevel aan het Graaf van Vlaanderenplein te Gent
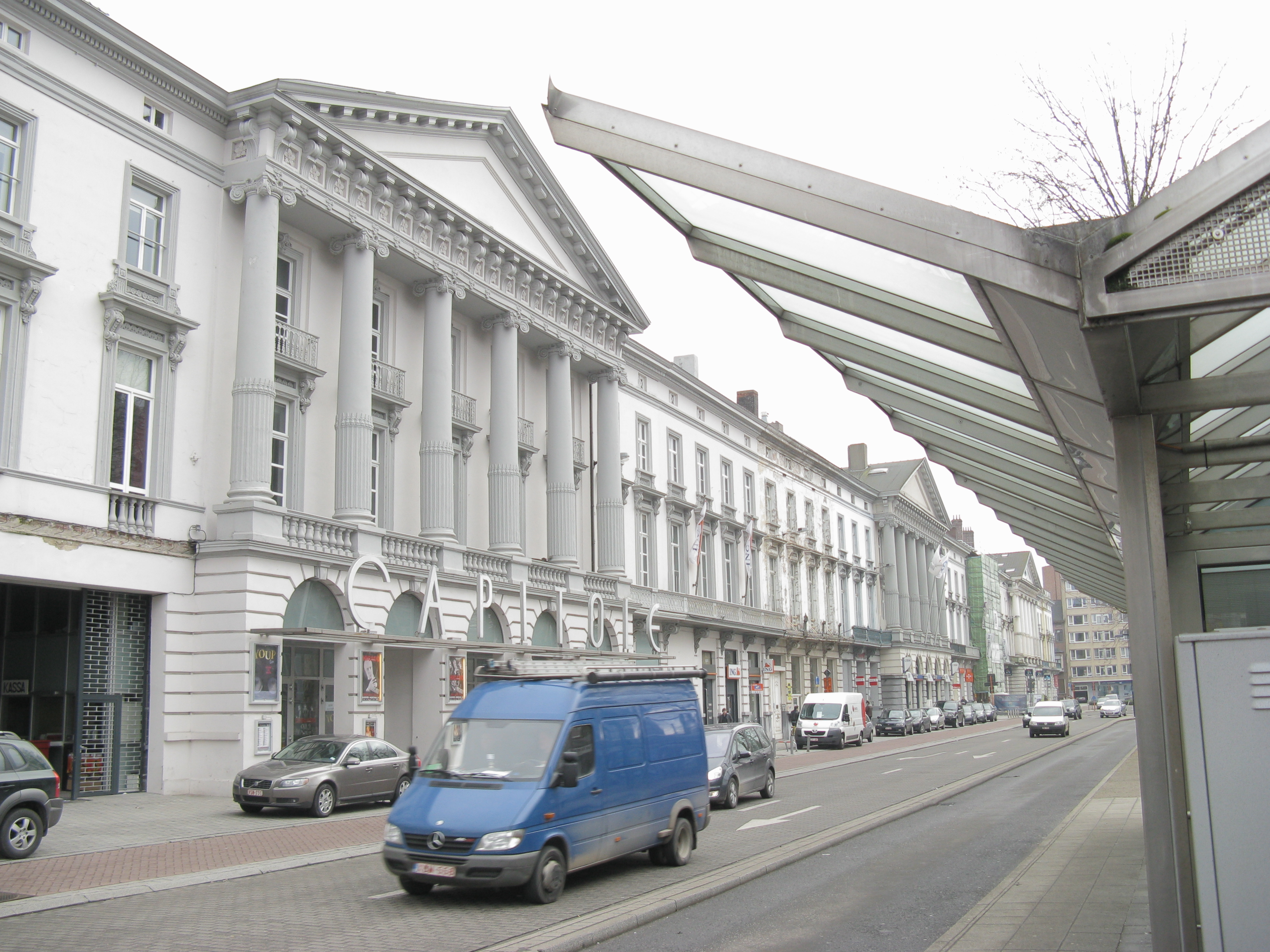
Graaf van Vlaanderenplein (Gent)